# Jordan Jegat
Jordan Jegat (* 7. Juni 1999 in Vannes) ist ein französischer Radrennfahrer, der im Straßenradsport aktiv ist.

## Sportlicher Werdegang
Seine sportliche Karriere begann Jegat auf der Vereinsebene, daher trat er international zunächst selten in Erscheinung. 2020 wurde er Mitglied im Team U Nantes Atlantique, das ab 2022 als UCI Continental Team lizenziert war. 2022 verpasste er als Etappenzweiter bei der Tour Alsace seinen ersten internationalen Sieg nur knapp. 2023 machte er bei mehreren kleineren Rundfahrten in Frankreich durch einen Platz unter den Top 10 der Gesamtwertung auf sich aufmerksam.
Zur Saison 2024 erhielt Jegat einen Profivertrag beim UCI ProTeam TotalEnergies. Für sein neues Team kam er bereits mehrfach aufs Podium, unter anderem als Zweiter bei der Tour du Jura Cycliste und als Etappendritter bei der Slowenien-Rundfahrt und der Luxemburg-Rundfahrt, ein Sieg blieb ihm bisher verwehrt. Mit der Tour de France 2024 bestritt er erstmals eine Grand Tour und beendete diese auf dem 28. Gesamtrang.

## Grand-Tour-Platzierungen
| Grand Tour            | 2024 | 2025 |
| --------------------- | ---- | ---- |
| Giro d’ItaliaGiro     | –    | –    |
| Tour de FranceTour    | 28   | 10   |
| Vuelta a EspañaVuelta | –    | …    |